# 蕃上山古墳
蕃上山古墳（ばんじょうやまこふん）は、大阪府藤井寺市野中にあった古墳。形状は帆立貝形古墳。古市古墳群を構成した古墳の1つ。現在では墳丘は失われている。

## 概要
大阪府東部、誉田御廟山古墳（応神天皇陵）の西の大乗川による谷を隔てた先の台地上、藤の森古墳の西側の位置に築造された古墳である。1965・1972年（昭和40・47年）に発掘調査が実施されている。
墳形は、前方部が短小な帆立貝形の前方後円形で、前方部を南西方向に向けた。墳丘外表では葺石が認められたほか、円筒埴輪・形象埴輪（人物（武人・巫女）・家形・盾形・蓋形・甲冑形埴輪など）が出土している。後円部墳丘の北西側には造出を有する。また墳丘周囲には周溝が巡らされる。埋葬施設は盗掘に遭っており明らかでないが、板状石材が確認されており、石室の可能性がある。副葬品も失われており詳らかでないが、墳丘流土から鉄剣片が出土している。築造時期は古墳時代中期の5世紀代と推定される。

## 遺跡歴
- 1965年（昭和40年）、大阪府水道部美陵ポンプ場の建設に伴い、藤の森古墳とともに発掘調査（大阪府教育委員会、1965年に報告）[1]。
- 1972年度（昭和47年度）、外環状線（国道170号）建設に伴う発掘調査（大阪府教育委員会、1973年に報告）。
- 1977年度（昭和52年度）、外環状線（国道170号）改良工事に伴うはざみ山遺跡の発掘調査の際に周濠の確認（大阪府教育委員会、1978年に報告）。

## 墳丘
墳丘の規模は次の通り。
- 墳丘長：53メートル
- 後円部
  - 直径：40メートル
  - 高さ：6メートル
- 前方部
  - 幅：20メートル

調査時点で墳丘は大きく削平されており、高さ4メートル程度の不整形な墳丘のみを残していた。

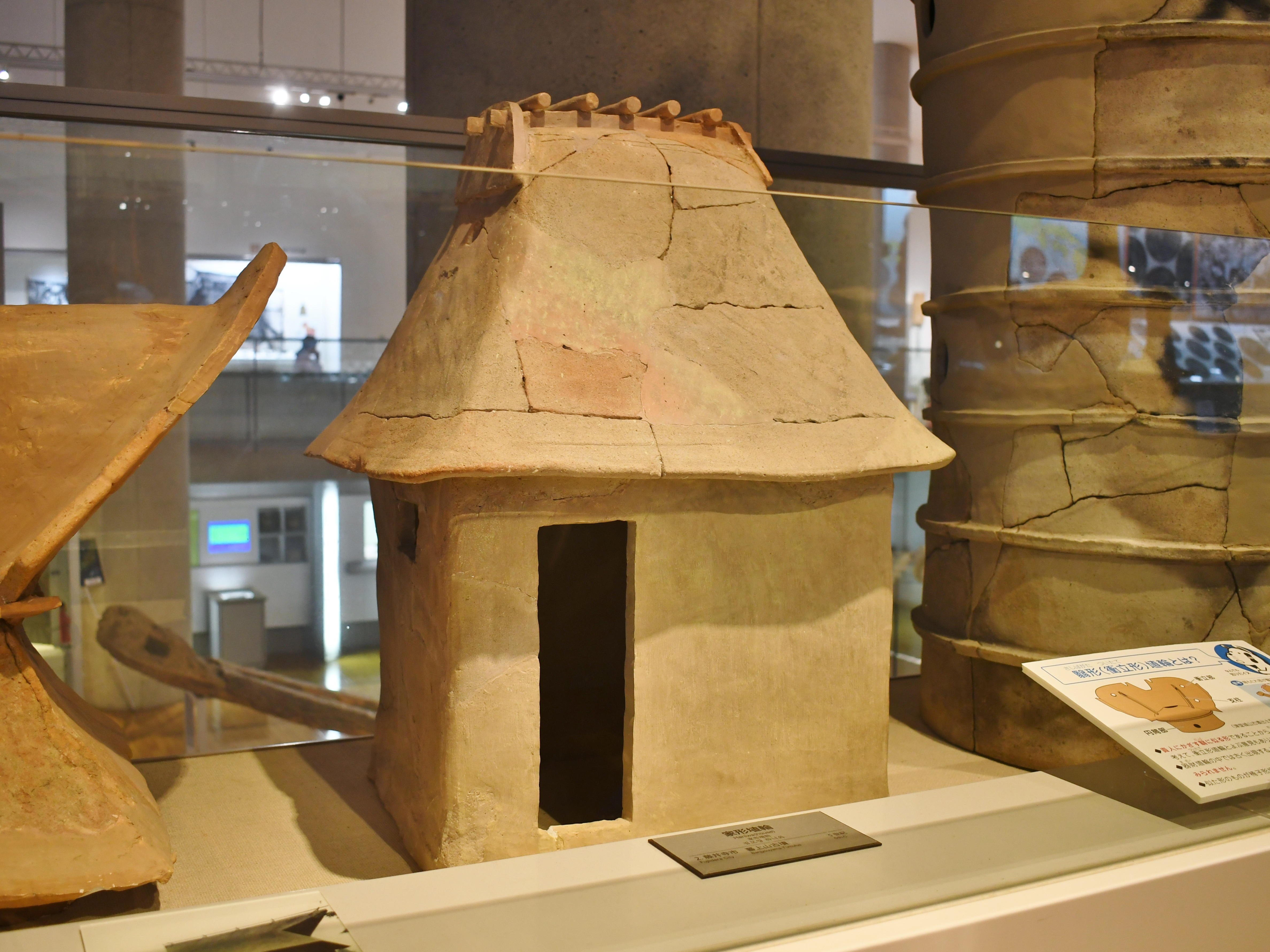
家形埴輪 大阪府立近つ飛鳥博物館展示。
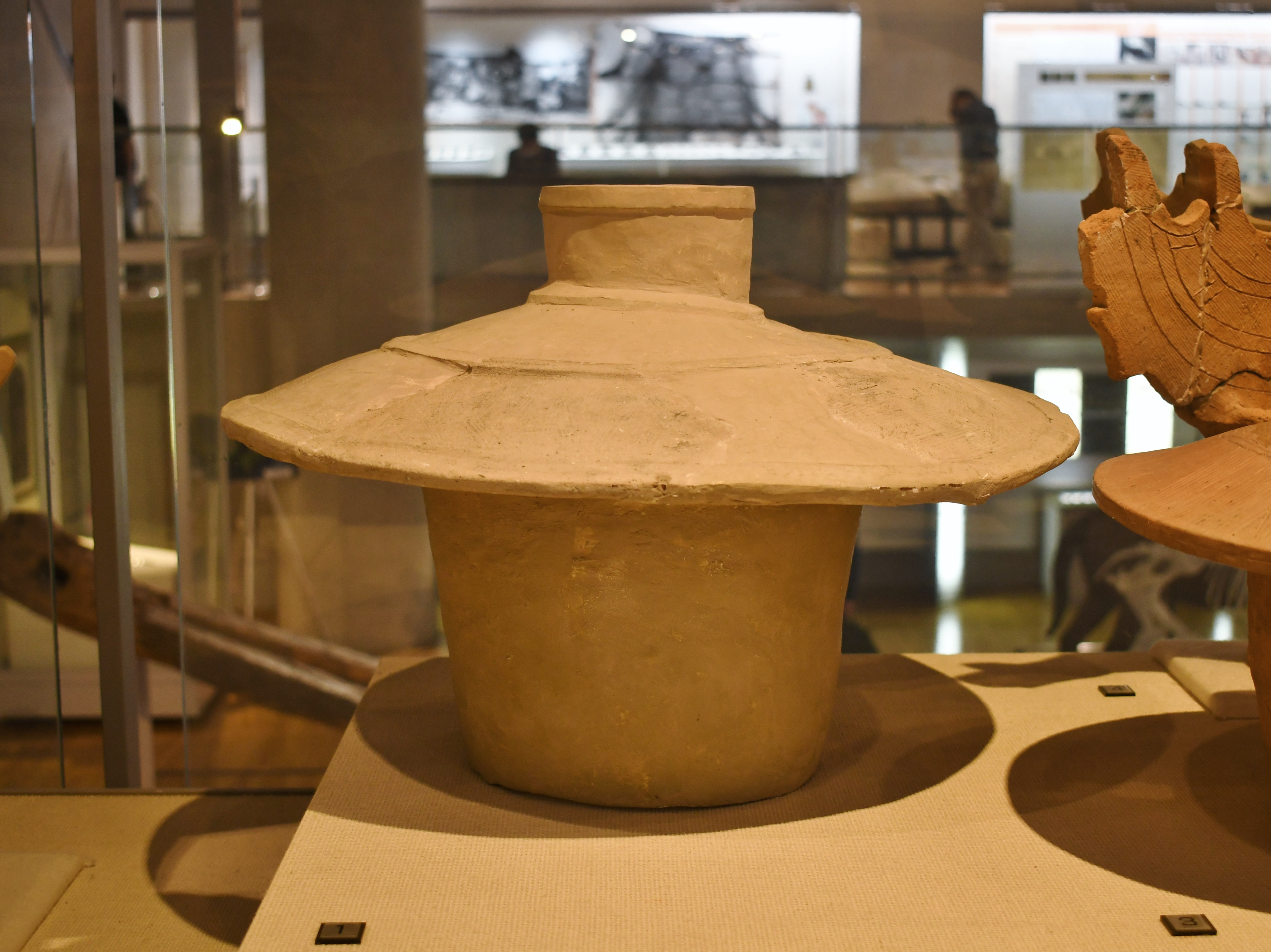
蓋形埴輪 大阪府立近つ飛鳥博物館展示。
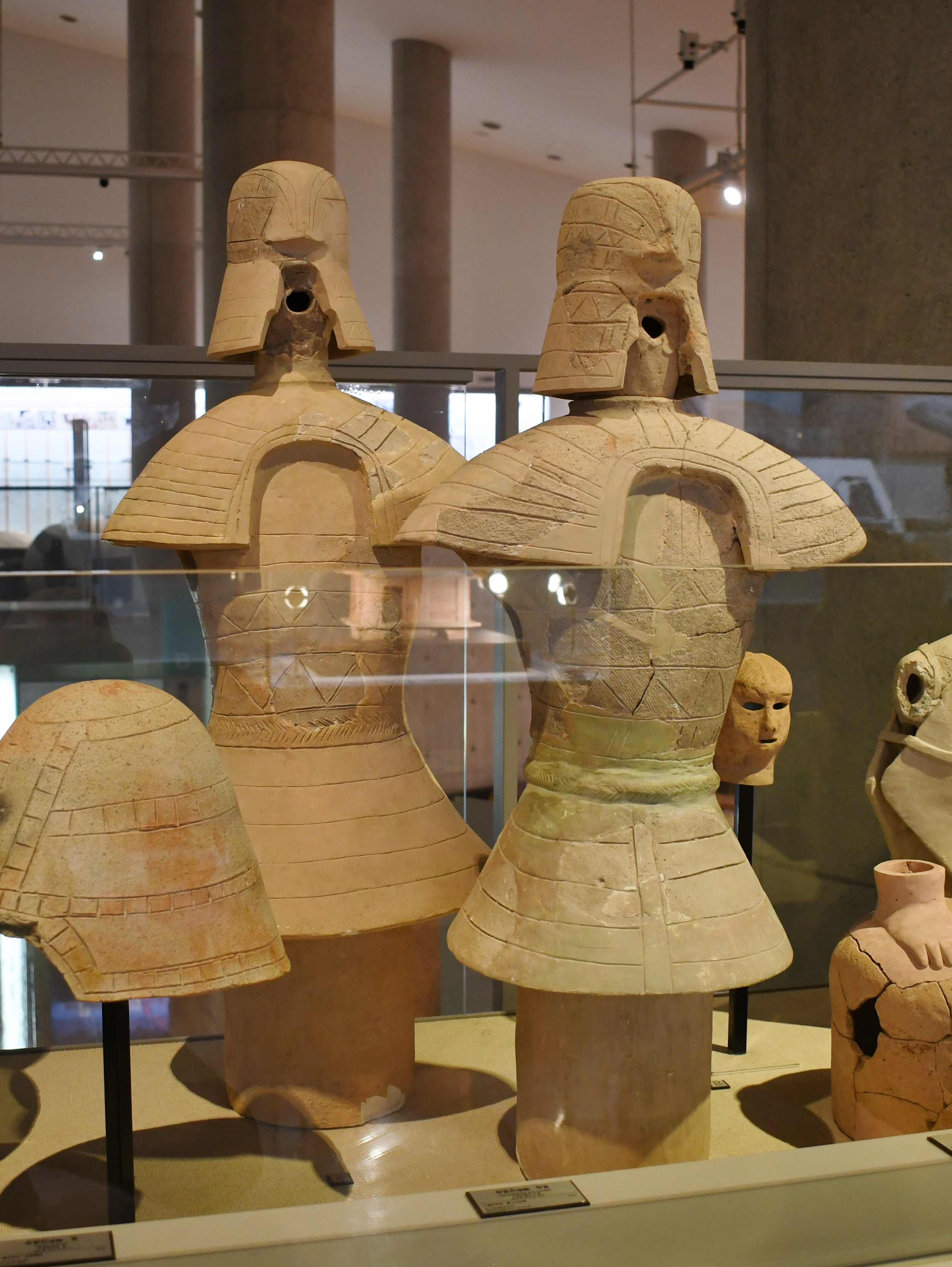
甲冑形埴輪 大阪府立近つ飛鳥博物館展示。

## 関連施設
- 大阪府立近つ飛鳥博物館（河南町東山） - 蕃上山古墳の出土埴輪を展示。

## 関連文献
（記事執筆に使用していない関連文献）
- 『大阪府南河内郡美陵町 藤の森・蕃上山二古墳の調査』大阪府水道部、1965年。
- 『外環状線内遺跡発掘調査概要I -藤井寺市野中1丁目所在・蕃上山古墳・はさみ山遺跡-』大阪府教育委員会〈大阪府文化財調査概要1972-10〉、1973年。
- 『挟山遺跡・軽里遺跡発掘調査概要 -藤井寺市野中・羽曳野市軽里所在-』大阪府教育委員会、1978年。